# Isella (Macugnaga)
Isella (Eju in walser) è una frazione  del comune italiano di Macugnaga, nella provincia del Verbano-Cusio-Ossola, in Piemonte.

## Geografia fisica
Questo piccolo abitato si trova sulla sponda destra del fiume Anza ed è situato a circa 1 226 m di altitudine. All'ingresso della frazione si può osservare la presenza di un antico forno del pane.
Il toponimo Isella significa "piccola isola" perché sembrerebbe che anticamente il borgo fosse circondato da un altro ramo del fiume. 

## Storia
Le prime testimonianze di Isella si hanno in documenti datati inizio XIV secolo come frazione di Borca. Il suo sviluppo avviene sul finire del XVII secolo, poiché vengono citate nelle visite pastorali la presenza di undici famiglie. Agli inizii del XVIII secolo viene costruito l'oratorio, intitolato alla Madonna Addolorata, indipendente da quello di Borca. 
Fino al 1880 il comune di Macugnaga era suddiviso in quattro quartieri per ragioni amministrative e Isella faceva parte del terzo quartiere insieme a Borca, Motta, Quarazza, Fornarelli, Scheber e Spis.

## Monumenti e luoghi d'interesse

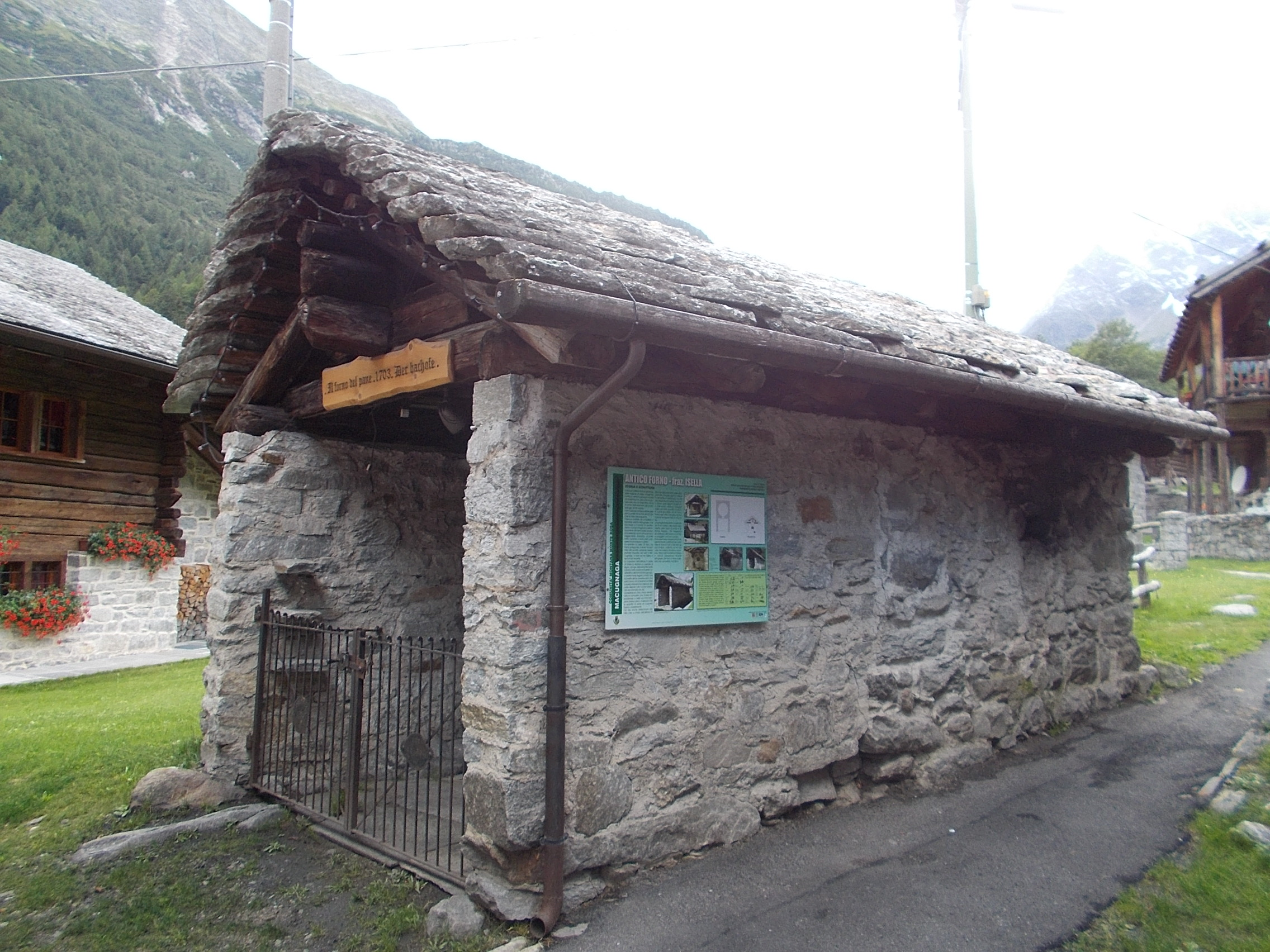
L'antico forno del pane

- Oratorio di Santa Maria Addolorata: edificio a pianta rettangolare del XVIII secolo con un piccolo campanile sullo spigolo. Si trova isolato in mezzo ai prati e alle case dell'abitato.
- Forno del pane